# Джейдон Банел
Джейдон Амаурі Банел (нід. Jaydon Amauri Banel, нар. 19 жовтня 2004, Амстердам, Нідерланди) — нідерландський футболіст суринамського походження, нападник англійського клубу «Бернлі».

## Ігрова кар'єра

### Клубна
Джейдон Банел є вихованцем клубної академії амстердамського «Аякса». З 2012 року футболіст грав за молодіжну команду клубу. Сезон 2021/22 Банел провів як основний гравець «Йонг Аякс» також взявши участь у Юнацькій лізі УЄФА.
В червні 2022 року Банел підписав професійний контракт з «Аяксом» терміном до 2025 року. 20 листопада 2023 року у матчі Ліги Європи проти «Марселя» Банел дебютував в першій команді «Аякса».
В лютому 2025 року Банел приєднався до англійського клубу «Бернлі», підписавши з клубом контракт до літа 2029 року. 1 березня у матчі Кубка Англії проти «Престон Норд Енд» нападник провів першу гру в новій команді. За результатами сезону разом з «Бернлі» Банел вийшов до Прем'єр-ліги.

### Збірна
У 2022 році Джейдон Банел виступав у складі юнацьких збірних Нідерландів.